# Christian Winther (digter)
 Der er flere personer med dette navn, se Christian Winther.
Rasmus Villads Christian Ferdinand Winther (født 29. juli 1796, død 30. december 1876 i Paris) var en dansk digter.
Christian Winther er bedst kendt for romancekredsen Hjortens Flugt fra 1855, der er den danske romantiks sidste store hovedværk. Hans forfatterskab er omfattende og rummer en lang række lyriske og fortællende digte samt et lille, men koncentreret novelleforfatterskab. De vigtigste af Winthers noveller udkom samlet i Fire Noveller i 1843, hvori novellen "Skriftestolen" indgår.

## Forfatterskab
Christian Winther var frem for alt lyriker, men med den vigtige modifikation, at mange af hans digte er af fortællende karakter. Det gælder allerede fra hans tidligste udgivelse, digtsamlingen Digte (1828), der blandt andet tæller en samlet gruppe af 10 digte "Træsnit", som hver for sig fortæller en kærlighedshistorie. Winthers fortællende digte er dels romancer i traditionen fra Schack Staffeldt og Adam Oehlenschläger, dels mere moderne versfortællinger, som i vidt omfang ligner moderne noveller, og gør ham forfatterskabsmæssigt beslægtet med Frederik Paludan-Müller. Afstanden fra hans versfortrællinger til hans noveller er forholdsvis lille, og slægtskabet mellem for eksempel "Bægeret. En Hverdagshistorie" og "I et romersk Osterie" (versfortællinger) på den ene side og "Skriftestolen" og "En Hevn" (noveller) på den anden er ganske tydeligt.
Debutsamlingen Digtes mest markante element er netop de ti såkaldte "Træsnit", en art nedfotograferet romantik, hvori Winther gennemspiller en række af romantikkens centrale kærlighedstemaer med mennesker fra de lavere klasser på landet som hovedfigurer, snarere end figurer fra adelen og den højere borgerstand. "Træsnit" er samtidens typiske idyldigtning, en lyrisk beskrivende genre, hvor harmonien søges i virkeligheden på landet. En tendens man også ser i billedkunsten, hvor bøndernes beskidte, svedige pander er renset og erstattet med romantiske, æstetiske fortællinger fra hjemmet, som kan klassificeres som poetisk realisme eller ægte biedermeier stil.
Træsnittene indledes med et lille præsentationsdigt kaldet "Vignet", hvori ambitionen præsenteres:
Troer ei, at Elskovs Gud kun boer
Blandt Grever og Baroner;
At kun ved Hoffers Dandsechor
Han reiser sine Throner!
Troer ei han kjøler kun sit Mod
Paa Fyrster og Prindsesser;
Ei stedse for saa kostbart Blod
Han sine Pile hvædser!
Ei altid spænder han sit Garn
Ved lumske Intriguanter
For adelige Pigebarn
Blandt Oncler og hos Tanter.
Nei han, som vækker stor Allarm
Bag Oberstens Vattering,
Han taaler ingen rolig Barm

Bag en gemeen Mondering.
Træsnittene bærer alle navn efter to figurer, en ung mand og en ung kvinde, som historien drejer sig om, eksempelvis Johan og Lise, Jørgen og Trine etc. Selve historierne bevæger sig fra næsten rene idyller, hvori to elskende forenes efter forholdsvis overkommelige vanskeligheder, til mørkere og mere uhyggelige historier. Træsnittene er et eksempel på den del af Winthers forfatterskab, der er omdiskuteret i litteraturforskningen - mange af træsnittene kan ses som eksempler på den biedermeierske tradition, men flere af digtene heriblandt Steffen og Anne, Christen og Lene drejer sig også om temaer som bedrag, utroskab og død. Temaer, der falder inden for romantismen - den mørkere del af romantikken.
I 1832 udkom Winthers anden samling, Digte, gamle og nye, der var et udvidet genoptryk af debuten Digte (1828). I 1835 fulgte samlingen Nogle Digte, hvor blandt andet landskabsdigtet 'Sjelland' optræder. Det 22 strofer lange digt, er en besyngelse af øen Sjælland "O Sjelland" (vers 33). I digtet udfolder Winther en stil rig på naturbilleder, historisk viden og geografi. 'Sjelland' kan karakteriseres som poetisk realisme.
Digtcyklussen "Annette" blev optaget i digtsamlingen Nogle Digte, som udkom i 1835. I modsætning til debutens lyse stemning, hviler en beklemmende tordenluft over nogle af digtene fra samlingen, f.eks. "Vaabendragerens Ed", "De to Kusiner" og enkelte partier af "Ringens Indskrift". Det idylliske og milde har dog stadig sit store råderum i lyrikken og fortællingen. Det kan man se i "Aftenmøde" ("Sid stille hos din røde Ko"), den apoteosen "Sjælland". Samlingen blev anonymt anmeldt af Christian Wilster i Dansk Litteraturtidende, og enkelte lovlig strenge domme fremkaldte en ret omstændelig polemik, i hvilken Poul Martin Møller drabeligt forsvarede sin stedbroder. Winther tog sig den hele ståhej meget nær, ikke fordi han var særlig følsom for kritik, men fordi al slags larm om hans navn var ham forhadt.

## Liv
Christian Winther blev født 29. juli 1796 på Fensmark Præstegård ved Næstved. Han fik sin teologiske embedseksamen i 1824 og debuterede i 1828 med Digte.
Hans far var præst og døde i 1808; moderen giftede sig i 1811 med Rasmus Møller, senere biskop og far til digteren Poul Martin Møller. Winther var student fra Nykøbing Katedralskole og blev teologisk kandidat i 1824, men gjorde aldrig brug af sin uddannelse. Han arbejdede som lærer; i 1841 som dansklærer for prinsesse Mariane af Mecklenburg-Strelitz, kronprins Frederiks (senere kong Frederik den 7.) forlovede. Han mødte sin hustru, Julie Constance Werliin, født Lütthans, mens hun var gift med teologen Christian Werliin. I 1843 lod hun sig skille fra ham, men først i 1848 giftede hun sig med Winther.

### Opvækst i den sydsjællandske natur
Christian Winther var søn af Hans Christian Winther, sognepræst til Fensmark og Risløv (16. november 1759 – 3. juni 1808) og Johanne Dorothea Borchsenius (23. december 1767 – 12. februar 1830), som var datter af Villads Borchsenius. Han var enebarn af ægteskabet, der var lykkeligt, men blev kortvarigt efter faderens tidlige død. Han voksede dog ikke op alene, da præstegården havde ry for at være et godt sted at få børn opdraget, og flere ansete familier betroede deres pigebørn til præsteparret.
Sammen med Christian Winther opvoksede således tvillingsøstrene Frederikke og Marie Koés (senere gift henholdsvis med P.O. Brøndsted og godsejer Holger Aagaard), Caroline Falk (gift med Johannes Theodor Suhr), Ragna Huvald (gift med den norske købmand og stortingsmand Ludvig Mariboe) og mange andre, som blev Christian Winthers gode barndomsveninder. Da pensionsindtægterne tillod en præstegård at udvise stor gæstfrihed, modtog den unge Christian Winther også mange impulser fra livet udenfor, ligesom den sydsjællandske natur påvirkede ham med motiver og indtryk, der senere kom til udfoldelse i hans digte. Både i landskabsbeskrivelser og stemning fremmanes ofte træk fra hans barndomsegn, "hvor Fensmark hæver sit Kirketelt med den røde Top imod Sky".

### Faderens død og moderens nye ægteskab
For at søge helbredelse for en smertefuld kræftsygdom tog pastor Winther i 1806 ophold i København med hustru og barn. I maj 1807 blev Christian Winther sat i Nykøbing Latinskole, omtrent samtidig med at faderen blev forflyttet til Ulse Sogn i Fakse Herred, et par mil fra Fensmark, midtvejs mellem Bregentved og Gisselfeld. I sommerferien besøgte Christian Winther igen København og var i byen under Københavns bombardement. Efter længere tids hård sygdom døde faderen i juni 1808 på Frederiks Hospital.
Nedbrudt af sygelejets spænding og sorg kom moderen kun langsomt til kræfter under nådsensårets ophold i præstegården og tog derpå bolig i Nykøbing, hvor sønnen havde genoptaget sin skolegang under ledelse af familiens ven, rektor S.N.J. Bloch. Lærernes vidnesbyrd om de successive klasseeksaminer fremhæver gennemgående Christian Winthers store begavelse og tilfredsstillende opførsel, men formaner til større flid og vedholdenhed.
Æstetisk læsning optog en stor del af hans tid, især tiltrak skolebibliotekets italienske afdeling ham stærkt, og han blev tidligt fortrolig med sproget. I efteråret 1815 blev han student med haud. I mellemtiden var der foregået den forandring i hans personlige forhold, at hans moder den 31. august 1811 havde giftet sig med sognepræsten til Købelev ved Nakskov, Rasmus Møller, senere dr. theol. og biskop over Lolland-Falster. Han var året forinden blevet enkemand. Han havde seks børn, fire døtre og to sønner, heribland Poul Martin Møller. Begge sønner var skolekammerater med Winther i Nykøbing skole. Winther havde ved tidligere lejligheder besøgt familien i ferierne. Især med den to år ældre Poul Martin Møller knyttedes et nært venskab med fælles lyriske interesser. De to forblev venner livet igennem.
Det var således ikke et fremmed hjem fru Winther skaffede sin søn, da hun besluttede sig til det af rektor Bloch indledede ægteskab, og hendes fine takt og rene hjerte gjorde det til en velsignelse for enkemanden og hans børneflok ikke mindre end for hendes egen elskede søn, der i Købelev præstegård kom under påvirkning af det ædleste samliv.

### Livet på Regensen og dannelsen af Studenterforeningen
I 1815 flyttede Winther til København for at studere, i foråret 1817 tog han filosofikum. Hans karakterer var blandede, men overordnet set dårlige. I den lavere matematik fik han "Udmærkelse", i den højere "Non". Efter endt filosofikum begyndte han at læse teologi, hvilket mere var påvirket af familiens traditioner end af eget ønske. Året efter, i 1818, blev han optaget på Regensen og engagerede sig i det københavnske studiemiljø. Indtil da havde han brugt det meste af sin tid hjemme i Købelev.
Sammen med de gode venner Abrahams (Nicolai Christian Levin Abrahams?), C.N. Rosenkilde og komponisten Hans Krøyer dannede Winther en kvartet, hvis sange og optrædener blev populære, og det var Abrahams, der ved et aftengilde i Regensgården den 5. juni 1820 foredrog Winthers berømte studentersang Her under Nathimlens rolige Skygge (hans første trykte digt) til melodi af Krøyer, mens koret gentog omkvædet "Herrer vi ere i Aandernes Rige". Samme aften omdeltes blandt de tilstedeværende en opfordring til at danne en studenterforening, og på den fandtes Winthers navn, ligesom han var med blandt foreningens første "eforer" eller tilsynshavende.

### Teaterbesøg og de første digte
Lige så lidt som andre opvakte unge mennesker blev Winther sparet for anfægtelser i retning af teatret. Trods sine tarvelige formueforhold var han en hyppig gæst i skuespilhuset og tænkte både i sin regenstid og senere på at gå til scenen, hvor han særlig mente at kunne gøre fyldest i anstandsfaget à la Frydendahl og Stage; hans færden i Rosenkildes kreds og senere et heftigt, om end hurtigt forbigående, anfald af den epidemiske forelskelse i den purunge jomfru Pätges bestyrkede ham i disse planer, der dog strandede på hans selvkritik, inden deres udførelse var nået ud over de indledende skridt.
Hans strengt årvågne bedømmelse af egne evner gjorde sig også gældende over for hans digtning i studentertiden; han var meget produktiv, men viste kun sjældent sine frembringelser til andre og dømte dem i bunkevis til døden på bålet. Samme skæbne var på et hængende hår blevet nogle af de første Træsnit til del, hvis de ikke i det afgørende øjeblik var blevet frelst af Poul Martin Møller, der tog dem med sig hjem til gennemlæsning og med god samvittighed kunne erklære, at "dem kunne han meget godt være bekendt at lade trykke". Nogle af dem lod han så i begyndelsen af 1820'erne se lyset i dagblade og tidsskrifter: Hans og Grete, Johan og Lise, Jørgen og Trine, af andre digte desuden Sangeren søger sin elskede, O, var jeg Kammen i dit Hår, Bjærgmænd, Hun til ham på Rejsen, Afsked, Gjensyn og under overskriften Til J. F. det heksametriske digt, som senere blev benævnt Fantasi, det er, betegnende nok for Winthers letfængende kvindetilbedelse, henvendt til en ham personlig ganske ubekendt dame, Jacobine Frisch senere gift med konsul Hollenius i Aalborg den "stolte Datter af Jutland", den "cimbriske Skjoldmø", af hvis ualmindelige skønhed der gik landery, så digteren trods afstanden måtte bringe hende sin sanghyldest. Om fjernt eller nær – det kvindelige skønhedsideal var ham en åbenbaring, han knælende måtte forherlige.

### Kaldes hjem til Købelev på grund af dårlige studieresultater
Men teologien stod i stampe – og pengesorgerne truede med at vokse ham over hovedet. Moren ængstedes for hans fremtid, bl.a. også fordi hendes velhavende svoger præsten Rasmus Winther (efter hvem Winther havde et af sine fornavne) havde sat embedseksamen som ufravigeligt vilkår for at efterlade brodersønnen sin formue; og den lærde stedfar var medynksomt vidne til en sådan sløjhed i studierne. Forældrene besluttede derfor at få ham hjem til Købelev, til præstegårdens ro og regelbundne dagsorden. Grumme nødig ville Winther bide i det sure æble og lade sig forvise, lig en anden Ovid, fra den livlige hovedstad til det lollandske pondus; de stærke brødre Poul Martin og Hans Ulrik måtte med magt sætte ham på vognen, der skulle køre ham gennem Sjælland.
Men i de stille forhold og mellem de kærlige mennesker faldt han til ro og blev der i godt og vel tre år. Tankerne fløj vel tit på vildfart fra dogmatik og eksegese, men stedfaderens milde og kyndige vejledning bragte atter orden i dem, og for øvrigt var Winther i Købelev ingenlunde bunden som en munk til sin celle; landlig gæstfrihed trivedes på gammeldags vis i præstegården som i dens omegn, årets fester fejredes efter folkelig skik, og Folmer spillemand var som bekendt en ikke mindre lystig svend i karle- og pigelag end i de høje sale. Mange træk af almuelivet i Winthers digtning skyldes disse års oplevelser. Forelskelser fattedes der ej heller lejlighed til; den nydelige lille Cathrine Ernst, søster til en af hans skolekammerater, satte hans hjerte i "Elskovsbrand" – om end ikke "en evig" – og han skrev til hende digtet Lille Cathrine, hvi bær Du det dejlige Hår.

### Eksamen og derefter en behagelig stilling i smukke omgivelser
Eksamen fik han da i oktober 1824 – med "Haud", men alligevel til glæde for hjemmet, der vel næppe havde ventet mere. Han genfandt i Studenterforeningen sit gamle vennelag, var en kort tid alumnus på Elers Kollegium og fik ved professor H.N. Clausens medvirkning en behagelig plads som huslærer hos den velhavende grosserer Müffelmann. Han blev her optaget i et komfortabelt og dannet, forstandig ledet hjem, blev efter tidens forhold rigelig lønnet og havde tiden til sin rådighed fra om eftermiddagen; om vinteren beboede man en elegant etage i Bredgade, om sommeren den store ejendom Fuglesang ved Lyngby Sø; her var der regelmæssig selskabelighed med fruens slægt, den rige familie Tutein og dens i alle henseender udvalgte omgangskreds.

I Ermelundshuset boede familien Wexschall, og Winther blev et velkomment medlem af Anna Wexschalls åndfulde venneskare. Overalt var han meget afholdt for sin selskabelige pli og sine musikalske arrangementer; han førte sig som fuldendt kavaler, hensynsfuld mod de ældre, ridderlig mod damerne, helst når deres væsen kunne fylde ham med en let erotisk stemning. Når Winther på denne tid skriver til en ven: 
| Citat | Jeg er ikke forelsket, altså halvdød, | Citat |
|       |                                       |       |

er dette ikke fuld sandhed, thi fra første færd af gjorde hans femtenårige elev Alvilles unge kvindelighed og pikante natur et betagende indtryk på ham; han har helliget hende adskillig lyrik og i Furesødigtet Flyv, Fugl, flyv tegnet hende som den sortøjede skønhed med de "gulbrune Lokker, der flagre for Vinden – let er hun, rank som et Ax". Men hun har formodentlig, som det er den tidlige ungdom egent, betragtet sin trediveårige lærer som en alderstegen herre, i alt fald ytrede hun ikke spor af genkærlighed, og for denne hendes kulde måtte hendes syndige brødre bøde, når præceptoren (læreren) lod sin skuffelse gå ud over dem. I lang tid er det hende, der sætter hans stemningsliv i bevægelse og giver hans digtning dens skiftende farvespil. Han skriver i sin huslærertid bl.a. Hvile på Vandringen, Rankens Datter, Ridder Kalv, Hvor Fjældets Graner lude, Amor Jesuita, Tonerne, Sauvegarden, Kongens Skygge, Min Moster og jeg, Elskovsseglet, Træsnittene Erik og Ellen, Asbjørn og Thora, Martin og Marie.

### 1828 udsendesDigteog bliver godt modtaget
Den påskønnelse, hvormed både umiddelbart modtagelige poesielskere og kyndige kendere modtog denne digtning, havde svært ved at besejre Winthers egen strenge selvbedømmelse, og det var nølende, han i 1828 bestemte sig til at samle et udvalg i et lille bind, som han gav den beskedne titel Digte og udsendte i al stilhed, uden at man f.eks. i det Müffelmannske hus vidste noget derom. Det udkom i boghandelen i maj måned. Samtiden beundrede den opfindsomhed, hvormed kærlighedens tema var varieret, men endnu mere blev man henrevet af det skønne enfold, den ædle jævnhed, hvormed danske landskabsbilleder og naturstemninger var malet, så ægte i farven og med en så kærlig iagttagelse af hver lille enkelthed, at man ligesom lærte at se med nye og klarere øjne på de omgivelser, man mente at have været fortrolig med livet igennem. Med denne debut fastsloges straks og afgørende Winthers ejendommelige og selvstændige stilling i dansk litteratur, og det varede ikke længe, inden han begyndte at danne skole: han var jo tilsyneladende så let at gøre efter, skønt ingen har kunnet efterdigte ham i hans inderste egenhed. Digtene var udsolgt i februar 1829, men først tre år efter udkom de i ny forøget udgave – så stilfærdig virkede forlagsforretningen dengang.

### Stor arv og ekstravagante vaner
Mere som et talent til udsmykning af livet end som dettes egentlige opgave og kald betragtede Winther i dette livsafsnit sin digteriske begavelse. Han tænkte på at gøre brug af sin embedseksamen og prædikede i al stilhed et par gange i Københavnske kirker. Moderens sygdom og død synes yderligere at have påvirket ham i religiøs retning; han tog 1830 "Kateketikum" og holdt i maj samme år sin dimisprædiken i Vartov.
Men omtrent på samme tid tilfaldt der ham en betydelig arv efter farbroderen, omtrent 25.000 rigsdaler, og hans tanker fik foreløbig en anden retning: han ville foretage en større udenlandsrejse, så meget hellere som Alville Müffelmann utvetydig havde tilkendegivet ham, at hun ikke kunne blive hans, skønt hendes forældre gerne havde set partiet. I september 1830 forlod han København og sendte allerede fra Kiel sin første sanghilsen til A. M., hans ”lille Kæreste på otte År” Anna Mathea Aagaard, hvis forbogstaver også tillod en anden tydning.

Han rejste som stormand og tilfredsstillede med en digters sorgløshed ethvert kostbart indfald. I München holdt han hver dag ti kuverter ved hotellets middagsbord for de kunstnere, der ville være hans gæster. Sidst i november nåede han Rom og boede der et halvt år, i fuldt mål nydende dens gamle og nye kunst, italiensk natur og folkeliv, også elegant selskabelighed i romerske og fremmede cirkler (bankieren Torlonia, den preussiske gesandt Bunsen og flere); de ejendommelig ekstravagante fester hos Frederik 7.s moder gæstede han ligeledes. Også her sad pengene løst hos ham; han bestilte malerier hos kunstnerne, købte mængder af ædle stene og andre sjældne smykker og forærede en underskøn albanerinde, som han var forelsket i, en vinhave til erindring. Henrivende landophold bragte forfriskning efter bylivets trættende færd, et to måneders ophold i Neapel var rigt på nydelse af enhver art. Her fra skrev han til vennen Ludvig Bødtcher i et slapt øjeblik: 
| Citat | Jeg ækles over mig selv og håber at få en dygtig Lektion fra Dig; thi jeg har brugt så mange Penge, at det gyser i mig, når jeg tænker derpå. | Citat |
|       | |       |

Men han tilføjer: 
| Citat | Her bliver det med hver Dag smukkere og vanskeligere at komme fra. | Citat |
|       |                                                                    |       |

Over Florents og Milano tog han over Splügenpasset gennem Schweiz til Strasbourg og var i september 1831, efter et års fravær, tilbage i København. Endnu var der så meget i pungen, at han kunne leje en række værelser på første sal i Hotel du Nord og en tid lang holde åbent hus med fine middagsselskaber. Men da rigdommen slap op, følte han sig noget trykket til mode.

### Forlovelse i trods eller i et øjebliks betagethed
Til jomfru Müffelmann bevaredes det venskabelig kurtiserende forhold. Det store digt i Bellman-stil Vandring og Opdagelse, skrevet til hendes fødselsdag 1833, skildrer hende og ham på ekskursion i de velkendte sommeregne omkring Lyngby; han sender hende velkomsthilsen ved hendes hjemkomst til København, og digtet Alfens Brud, som han overbringer hende året efter, tager sit udgangspunkt fra hendes bedsteforældres landsted ved Sorgenfri og indeholder hendes navn let tilsløret som Alfhild. Folk, som kendte dem begge, mente at det var hendes ubøjelighed, der holdt hans flamme ved lige. Måske var det også par dépit, af trods, hvis det ikke udelukkende var i et øjebliks overrumplende betagethed, at han i Rosenkildes hus forlovede sig med en yndefuld ung pige af beskeden familie, men god opdragelse, Sophie Hansen, veninde af de Rosenkildeske pigebørn.
Han fortrød dette skridt bogstavelig i samme nu, det var gjort, men han havde ikke mod til at gøre det usket eller betragtede sig som bunden ved sit ord og søgte nu at gøre det bedst mulige ud af det. Han præsenterede sin forlovede i sin omgangskreds – også hos Müffelmanns – og hun blev, efter at den første forundring havde sat sig, godt modtaget alle vegne, hvad hun også fuldt ud fortjente; hos hans lollandske slægt, hvor hun længe var gæst, vandt hendes milde, sagtmodige væsen let hjerterne, både i Maribo Bispegård og hos øens præster; digteren Emil Aarestrup var helt forelsket i hende og har digtet det sværmeriske Der er en Trolddom på din Læbe til og om hende.
Winther søgte kapellaniet i Fredensborg for at kunne gifte sig, men fik det ikke. I længden faldt det ham dog umuligt at opretholde en konventionel form, som der for ham intet virkeligt indhold var i, og ej heller hun kunne undgå at mærke, at hans tanker og længsler færdedes andetsteds. Hvor højt hun end elskede Winther, foretrak hun dog fuld klarhed for halve forhold og bad ham om at gøre en ende på tvivlen: "Sig til mig, at Du hader mig, så ved jeg Besked, så har jeg noget afgørende at rette mig efter". Som svar sendte han hende Ravnens Kvide – et glimrende digt, men unægtelig mere ubarmhjertigt, end han havde lov til at vise sig i et forhold, som var blevet skabt ved hans ubesindighed og vankelmod. Den ærlige Poul Martin Møller holdt meget af hende, og hun vedblev at komme i hans hus. Efter hans pludselige død mødtes hun og Winther uventet ved hans kiste og rakte hinanden hånden over den fælles vens lig. Hun døde 88 år gammel i år Først 1900.

### Damernes ven
Omtrent ved denne tid fremspirede i hans sind de første kim til et erotisk forhold, der blev af indgribende betydning for hans liv. Den rige og ansete københavnske håndværker, murermester og oberstløjtnant i borgervæbningen Johann Heinrich Lütthans (1781-1851, gift med Louise Dorothea Borger) førte et meget selskabeligt hus, for hvis ubundne munterhed hans fem smukke og livlige døtre gik i spidsen. Der var et stadigt rykind af gæster både i den store vinterbolig i Bredgade og om sommeren på landejendommen i Skodsborg, Frederik 7.’s senere residens.
Winther var jo som digter den unge dameverdens sværmeri, som kavaler en vinding for ethvert elegant lag, og det fortælles, at det første, damerne spurgte om, når de trådte ind i balsalen, var: "Kommer Christian Winther?" – skønt han jo ikke hørte til de helt unge. De lütthansske ungmøer, ikke mindst den næstældste Julie Constance, delte den almindelige begejstring. Da han fik adgang til hendes forældres og hendes eget nystiftede hjem, var hun en ung kone i de første år af tyverne, gift 1834 med den teologiske kandidat Christian Werliin, en ypperlig begavet og meget kundskabsrig mand, men af et stejlt og skarpt temperament. Han var Winther langt overlegen i verdenskløgt og menneskebedømmelse, men Winther var forud for ham ved sin elskværdighed og sin smeltende sangergave. Den gensidige interesse, som han og Julie Werliin øjensynlig følte for hinanden, voksede ved fortsat tankeudveksling til varm sympati og, under påvirkning af ægteskabelig uoverensstemmelse, som havde sin søde modsætning i tilbederens sentimentalt-elegiske erotik, til en farligere følelse, hvis symptomer ægtemanden med stolthed ringeagtede.

### 1839/40, pengekvaler og digte i mismodig stemning
I 1839 udgav Winther to tidligere skrevne fortællinger Et Rejseæventyr og Hesteprangeren, 1840 to digtsamlinger: Sang og Sagn med tilegnelsen til kunstbeskytteren grev Conrad Rantzau-Breitenburg og den lille bog Haandtegninger for damesykurve, trykt med diamantskrift i det lille sedesformat.  De indeholder noget af hans ypperste digtning: "Længsel" ("Jeg kunne slet ikke sove"), "Vårsang i Høst" ("Hist ude er koldt"), "Hjærtesorg – Hans og hendes", "Sangerens Lykke", "Kong Saul og Sangeren", "Ridderen og hans Datter", "En Ven", "En Novelle". 
Kritikken gjorde opmærksom på den mørkere tone, der begyndte at råde i Winthers digtning, i emnevalg som i udførelse. Goethes frejdige klarhed er ikke som tidligere hans lyriske forbillede, han efterligner den Rückertske sprogvirtuositet ("Min Skat"), påvirkes af Heines sønderrevethed (den – næsten komisk – uventede slutningsvending i "En Ven") og står under indflydelse af Byrons melankoli og verdensforagt ("En Novelle").
Den mismodige stemning faldt ikke i samtidens smag. Den havde vel heller ikke nogen forestilling om, hvorfra den havde sin oprindelse. Sindets ædle sorger og en finstemt sjæls kollision med tilværelsens kanter forstod man vel at en følsom digternatur ikke kunne undgå at kues af; men at en så prosaisk ting som den rene brutale pengenød kunne forandre hans livssyn, ville man ikke finde digterhøjheden værdigt. Og dog var dette tilfældet her.
Winther måtte hutle sig igennem på den mest ydmygende måde, låne af venner, krybe i skjul for kreditorer og tage mod ethvert lille brødfødende litterært arbejde, selv om han gik til det med største ulyst; endog til privat lejlighedsdigtning for betaling måtte han nedlade sig. Han søgte forgæves om en inspektørpost ved en af kommuneskolerne; klokkerembedet ved Frue Kirke ville man ikke give ham, fordi man fandt ham for god til det.
Trods hans mangel på lyst – og man tør vel også nok sige hans uskikkethed – til gejstlig gerning begyndte tanken om at blive præst på ny at røre sig hos ham, og i begyndelsen af var han virkelig stillet øverst på listen over ansøgere til sognekaldet Holeby-Bursø i hans stedfaders stift. Da indtrådte der pludselig en vending i hans livsførelse. Kronprins Frederik (VII) var blevet forlovet med prinsesse Mariane af Mecklenborg-Strelitz, og til dansklærer for hende blev Winther, med titel af professor, udnævnt af Christian 8., der kendte ham personlig fra det Müffelmannske landsted i Kongens Lyngby.
Da han samtidig vandt 1000 rigsdaler i lotteriet, kunne han udstyre sig efter sin nye stillings krav og begav sig mod slutningen af marts på vej til Neustrelitz. Han befandt sig vel ved det lille tyske hof og stod i gunst hos herskaberne, men den hele herlighed varede kun knap tre måneder, og det pædagogiske udbytte kunne under de givne omstændigheder kun blive højst ubetydeligt. Efter brylluppet fortsattes undervisningen i København og Odense, og der tillagdes ham indtil juli 1842 et månedligt honorar af 50 rigsdaler, men hans lærergerning blev brat afbrudt allerede i april af grunde, som man ikke har fuldt rede på; dog vedblev han i de følgende ti år at oppebære den årlige løn (eller pension) med 600 rigsdaler.

### En elskovens patologi i digtene "Til Een"
I 1841 havde Werliin søgt og fået præstekald og var med kone og to børn – datteren Ida (født 1835) og sønnen Henri (født 1837) – rejst til Hasle ved Århus. Adskillelsen fra den elskede blev, som så hyppigt, den virksomste impuls for digterens erotiske poesi. I Neu-Strelitz og Odense begyndte, i København fortsattes den række af kærlighedsdigte, der senere sammenfattedes under titlen "Til Een", en elskovens patologi med poetisk henrivende udtryk for alle dens stemninger, fra den stille tilbedelses milde lykke til det flammende begærs utålmodighed, følelsens vårlyst og sommerfylde, høstvemod og vinterdød, sammenvævet med tilsvarende naturbilleder, det sygnende savn og det jublende håb, den bitre fortvivlelse og den urokkelige tro på en lysere fremtid, alt forenet med den ømmeste dvælen ved den elskedes åndelige og legemlige fortrin og en fantasifuld formning af situationer, der kan stille dem i deres bedste lys.
Enkelte af disse digte kom Julie Werliin i hænde gennem den hemmelige brevveksling, der var i gang mellem hende og hendes tilbeder. Da ægtemanden opdagede den, gav hans forbitrelse sig luft i et så brutalt udbrud, at hendes familie havde lovlig grund til at kræve hende unddraget hans al grænse overskridende misbrug af den krænkede ægtemandsret, og hendes svoger Ditlev Gothard Monrad førte hende tilbage til København sammen med hendes børn. Ved den påfølgende separation blev sønnen tilkendt Werliin efter det fyldte 7. år, men allerede noget forinden røvede han ham på hans hjemvej fra skolen og tog ham med sig til Jylland. Indtil hans myndighedsalder bevarede han sin bestemmelsesret over drengen og holdt ham ubønhørligt borte fra alt samkvem med moderen. Hos datteren sporedes allerede fra barndommen af de spirer til sindssyge, der senere blev en ulykke for hende selv og en svøbe for hendes omgivelser.

### For silde at bygge rede
De første 23 af digtene "Til Een" tryktes november 1842 (med 1843 på titlebladet) i samlingen Digtninger, som af andre digte bringer "Serenade ved Strandbredden" ("Hytten er lukket"), "Forvandling" ("Den Ungersvend, den Jomfru"), "Fjældvandring ved Badet" (med sangen om de to drosler og fortællingen om Murad), "Gaston den gode", "Sangeren Simonides", "Tre Bejlere", "Bægeret. En Hverdagshistorie" og "I et romersk Osterie".
Året efter samtidig udkom Fire Noveller, bestående af "Skriftestolen", "En Hevn", "Et Hjertes Gaade" og "En Aftenscene". Alle tekster, der på forskellig måde kredser om erotiske lidenskaber, om hævn og om selvbedrag. Denne sidste vandt straks stort behag og har i tidens løb hævdet sig som et af de fineste og farverigeste kabinetsstykker i dansk prosadigtning; mod de tre andre noveller så vel som mod adskillige af digtene hævede der sig omtrent i hele pressen barske stemmer, der bebrejdede dem dels deres bizarre emner, dels deres umoralitet og overhovedet digterens øjensynlige frafald fra den æstetiske barnetro, han havde bekendt sig til i træsnittene. P.L. Møller (kritikeren Peter Ludvig Møller)  var den eneste, der havde øje for, at var der gået noget tabt af den poetiske uskyldighed, så var der til gengæld nået en højere grad af kunstnerisk modenhed, og at f.eks. et digt som I et romersk Osteri, trods det fremmede emne, ikke stod tilbage i kunstværdi for noget tidligere og som følge heraf ikke havde ringere betydning i dansk poesi.

At digteren ikke direkte tog del i fyrrernes friheds- og nationalitetsbevægelse var en anden bebrejdelse, der rettedes imod ham af den politiske oppositions presse; denne kritik agtede Winther kun ringe, men anken over livsanskuelsens løshed tog han sig i sit stille sind nær, fordi han betragtede den som en formummet sigtelse angående hans forhold til fru Werliin, hvilket vakte en del skandale i "Selskabet". For at bryde brodden af forargelsen, holdt de sig begge i lange tider borte fra hovedstaden, Winther som gæst hos sin talrige lollandske slægt, hun i Holsten og på en rejse til Italien. Først 21. februar 1848 blev ægteskabet indgået, så der har vel været nogen betænkelighed, nærmest sagtens fra hendes eller hendes families side, thi han har næppe tøvet noget øjeblik med at opfylde sin pligt som mand af ære, skønt han ikke overså den betænkelighed, der kunne rejse sig af hans fremrykkede alder. Han var den gang nær de 52, og når han allerede syv år tidligere havde skrevet til Ludvig Bødtcher: 
| Citat | I min Alder, når man er så nær ved Aftenen, er det for silde at bygge Rede | Citat |
|       |                                                                            |       |

så havde disse ord nu fået forøget gyldighed – hvad tiden da også viste.

### Flere kærlighedsdigte
I Lyriske Digte, 1849, udgøres hovedindholdet af de fortsatte kærlighedsdigte Til én, i et antal af ikke mindre end 67. De meddeles her under fællestitlen Da jeg var ung og afslutter den erotiske storm- og kamptid. Men endnu i mere end femogtyve år fortsættes de som ridderlig hyldest til hans hustru, knyttet til årenes minde- og mærkedage, naturligvis køligere af temperament og noget konventionelle i deres regelmæssighed, men selv således veltalende vidnesbyrd om den ærbødige kvindedyrkelse, der fulgte Winther ind i ægteskabet og lagde sig for dagen i en udsøgt galant optræden, selv når han var mest trang om hjertet.

### Statsstøtte
Der var hemmelige og åbenbare sorger, som trykkede ham. Hans gæld havde svigerfaren betalt, men over for hans strenge inkvisition havde winther manglet mod til at rykke ud med hele sandheden, og der var blevet en del slemme ågerrenter tilbage, som han i stilhed kæmpede med, men som til sidst voksede ham over hovedet. I 1851 kom det til en økonomisk krise. Samme år bevilgede Rigsdagen ham (sammen med Henrik Hertz og Frederik Paludan-Müller) livsvarig statsunderstøttelse, men der faldt under forhandlingerne ytringer om hans digterværd, som ikke kunne andet end krænke ham. Hjemme var der alvorlige vanskeligheder nok: Moderens længsel efter sønnen, som var i fjendevold og opdroges til at hade hende, utrygheden ved den hjemmeværende datters uberegnelige væsen.
Og når Winther i alderen hen imod de 60 kastede blikket tilbage på sit liv, fik han med ubarmhjertigt skarpsyn øje på karaktertræk og handlinger, som ikke kunne bestå for hans ømtålige selvkritik. I Episode af et Familieliv (Nye Digtninger 1852) har han "holdt Dommedag over sig selv" i skildringen af Felix med hans bestikkende egenskaber, hans løshed og halvhed og farlige færd – naturligvis ikke et portræt, thi et sådant lå det ikke for Winthers tilbageholdne natur at udlevere, men et psykologisk billede med træk, der er fremgået af opmærksom selviagttagelse.

### Hjortens Flugt
Beundringsværdigt er det, at Winther under sådanne forhold kunne få samling og sindsfrihed nok til at udføre sin største og skønneste digtning; det viser, at han i kunsten fandt sin bedste, fyldigste lykke. Planen til Hjortens Flugt ligger så langt tilbage i tiden som begyndelsen af trediverne, men først i sommeren 1854 blev der for alvor taget fat på dens udførelse, efter at en privat subskription havde sikret et forlodshonorar og sat digteren i stand til at leje sig ind i et skovløberhus inden for Trepilelågen i Dyrehaven.

Her blev de første to tredjedele skrevet. Så kom efteråret og med det familieplaner om en højst uvelkommen Rom-rejse, som blev iværksat sidst i oktober. I den evige stad var mismod digterens muse; kun til et enkelt klagende digt inspirerede hun ham. Først da han atter – på sin fødselsdag 1855 – havde dansk jord under fødderne, stemte han op: 
| Citat | Her kan jeg frit ånde Luft i min Lunge, alt her er mit og om alt tør jeg sjunge, | Citat |
|       |                                                                                  |       |

og på Liselund (Møn) blev Hjortens Flugt fuldført i løbet af eftersommeren. Den udkom sidst i november; inden jul blev andet oplag udsendt, midt i januar tredje – til dato et af de mest udbredte danske digterværker, optrykt både i illustreret pragt- og i billig folkeudgave. Som kun få andre digte afspejler det folkesind og modersmål i deres fagreste, lyseste skikkelse og er på samme tid det fuldkomneste, mest samlede udtryk for sin digters poetiske egenskaber i deres mest prægnante form, ligesom hans personlighed – visselig uden selvforherligende bihensigt, men ved en uvilkårlig samfølende folkeopfattelse – har fundet sit ideale billede i Folmer Sangers skikkelse.

### Sene udgivelser og pligtarbejde
Båret af den popularitet Hjortens Flugt havde skaffet forfatteren, udsendtes der 1859 subskriptionsindbydelse på hans Samlede Digtninger, en udgave i otte bind, afsluttet i løbet af et års tid. Med den var dog ikke selve hans digtning sluttet. Tre supplementbind er i tidens løb kommet til, blandt dem i 1865 digtsamlingen Brogede Blade, bl.a. med den friske romance Verner og den yndefulde lyrik i Genrebilleder.
En række harniskklædte sonetter, som Winther i krigsåret offentliggjorde i Fædrelandet, vidner til overflod om det højtryk af national følelse, begivenhederne øvede på ham, men er i poetisk værd kun lidet lødige. Endnu i hans sidste digte En Samling Vers, der udkom 1872, findes der side om side med alderdomsmatte ting umiskendelige ytringer af den oprindelige kraft og originalitet i tanker, billeder og sproglige udtryk, som ingen så let skulle gøre ham efter; det samme gælder, om end i mindre grad, om de sene fortællinger I Nådsensåret og Et Vendepunkt, hvilken sidste er skrevet i digterens firsindstyvende år.
Men denne efterslæt – denne anden høst – tillagde Winther selv ikke noget synderligt værd, og dens udgivelse fandt, som han skriver til udgiveren F.L. Liebenberg, nærmest sted "for visse Årsagers Skyld".
Han måtte af hensyn til udkommet give sig af med mange litterære arbejder, som kun i ringe grad kunne vække hans lyst og interesse. Hans deltagelse i udgivelsen af Poul Martin Møllers skrifter og Emil Aarestrups digte skyldtes oprigtig pietet og vågen sans for virkelige digteriske værdier; men de børnebøger, antologier og oversættelser, som tog en rigelig del af hans tid, fremkaldtes nærmest kun af økonomiske hensyn.
Dette erhverv hæmmedes i hans ældre dage ikke lidet af den synssvækkelse, hvis første symptomer ytrede sig omtrent ved hans 60. år og fyldte ham med skræk for, at den tid skulle komme, "da jeg ikke mer kan se en Sommer med dens grønne Skov, dens Rosenblommer". I løbet af nogle år udviklede den sig til fuldstændig blindhed, og Winther følte sig smertelig isoleret, men en heldig operation gav ham til hans usigelige glæde synet tilbage. Han kunne atter færdes på egen hånd i sin kære bys gader og, gamle vaner tro, læse sine blade i Røde Lygte, få sig en passiar i Reitzels Boglade og ryge sin cigar på Fædrelandets kontor. Som han havde sit væsens dybe rødder i den ødanske natur, således var København blevet ham den bekvemme, fortrolige stad, hvor han helst i verden ville bo.

### Det københavnske hjems fuldstændige opløsning – døden i Paris
Men dette blev ham ikke tilladt. Gentagne gange måtte han meget mod sin vilje bryde op med familien og tage bolig i Paris; til sidst, ved det københavnske hjems fuldstændige opløsning, blev han slet ikke spurgt og anede intet om rejsen, før den stod lige for døren. I Paris vantrivedes han, og den digter, hvis alderdom i de kære vante omgivelser hans landsmænd gerne ville have forsødet, ja forkælet i taknemmelig erkendelse af alt, hvad hans land skyldte ham, sygnede hen som en kuet og vanrøgtet plante i den fremmede jord. En mørk vintermorgen, 30. december 1876, sov han stille hen.

### Mindevers
Hjemme mindedes man slutningsstrofen i hans herlige digt om Sjælland :
Når alting er til Ende
og Natten stunder til,
når slukket er i Mulmet
Livssolens Straalespil –
ak, kunne jeg da lægge
til Ro mig i din Eng,
dit Grønsværtæppe trække
over mig og min Seng
Der udstedtes en offentlig opfordring til at foranledige hans lig ført til Danmark og et mindesmærke rejst på hans grav, og der opstod en debat om, hvor denne helst burde være: under Dyrehavens trækroner, ved Furesøens bred, i barndomsegnen om Fensmark og lignende. Praktiske hensyn i forbindelse med et af Winther selv udtalt ønske afgjorde sagen derhen, at han 2. februar 1877 jordedes på Holmens Kirkegård efter en sørgehøjtidelighed i Frue Kirke, hvor Plougs smukke afskedskvad tonede over hans palmesmykkede kiste fra studentersangernes læber :
Al den Ynde, Duft og Glans,
Sprogets Urtehave rummer,
bandt han i Buket og Krans,
bar han frem i blanke Kummer.
Rosenstrøet var ej hans Vej;
såret selv af Livets Vaande,
har han skabt en Rosenmaj,
som ej dør for Vintrens Aande.

## Eftermæle
Flere veje i Danmark er opkaldt efter Christian Winther.
"Chr. Winthers Vej" i Lyngby-Taarbæk Kommune fik navn efter digteren i 1905.

## Værker af Christian Winther
- Digte, 1828. København: C.A. Reitzels Forlag.
- Digte, gamle og nye, 1832. København: C.A. Reitzels Forlag
- Nogle Digte, 1835.
- To Fortællinger (Et Reise-Æventyr ; Hesteprangeren), 1839.
- Sang og Sagn, 1840
- Haandtegninger, 1840
- Fire Noveller, 1843. København: C.A. Reitzels Forlag.
- Digtninger, 1843. København
- Haandtegninger, gamle og nye, 1846
- Lyriske Digte, 1849
- Nye Digte, 1851
- Nye Digtninger, 1853
- Hjortens flugt, 1855.

Værket udkom 28. november 1855, men på førstetrykkets titelblad er udgivelsesåret 1856 angivet. Dette er ikke en fejl, men almindeligt i forbindelse med årets sidste udgivelser.
- Sang og Sagn, 1858.

På titelbladet er der skrevet "Andet, forøgede Oplag". Værket er en genudgivelse af den tidligere Sang og Sagn (1840). Fem sonetter og 12 nye digte er tilføjet, mens de tre digte 'Til Kongen 1837', 'Til Kongen 1833' og 'Til Dronningen 1832' er udeladt. 
- Samlede Digtninger, 1860
- Brogede Blade, 1865
- Christian Winther (1868), Texter og Toner, København: Gyldendal, Wikidata  Q120670254
- En Samling Vers, 1872
- Efterladte Digte, 1879

### Senere udgaver
Poetiske Skrifter I-III (v. Oluf Friis), Holbergselskabet, København. 1927-29.

### Breve
Breve fra og til Christian Winther I-IV. Udgivet af Morten Borup. København: Det Danske Sprog- og Litteraturselskab. 1974